# Fjällbjörksspindel
Fjällbjörksspindel (Scotinotylus alpigenus) är en spindelart som först beskrevs av Ludwig Carl Christian Koch 1869.  Fjällbjörksspindel ingår i släktet Scotinotylus, och familjen täckvävarspindlar. Arten är reproducerande i Sverige.